# 거란장
거란장(契丹場)은 거란의 유민들로 이루어진 고려의 생활구역이다.

## 개요
1125년, 요나라가 멸망하자 유민들 중 고려로 남하하게 되었다.
이 때 고려는 몽골과 함께 남하하는 이들을 공격해 막아냈으며, 이들 중 일부는 고려에 포로로 붙잡히게 되었다.
이들에게는 고려에서 사람이 살지 않은 넓은 땅에 모여 살게 하고 경작할 땅을 주어 농사를 짓도록 했으며 이들의 생활지를 '거란장'이라고 불렀다.